# Chó Komondor
Chó Komondor hay còn gọi là chó giẻ lau là giống chó chăn cừu của Hungary một trong những giống chó cổ xưa lâu đời và độc đáo nhất thế giới với ngoại hình đặc biệt với việc chúng mang trên mình bộ lông to bản và dài chấm đất tạo nên một ngoại hình rườm rà. Sở hữu bộ lông dày, dài và xoắn bện lại với nhau nên giống chó Komondor thường bị nhầm tưởng với con quái vật giống chiếc giẻ lau nhà. Với ngoại hình to lớn, xù xì, loài chó canh giống Hungary giống như những chiếc giẻ lau nhà biết cử động. Chúng cũng có bộ lông dài giống 1 chú chó Puli nhưng chỉ khác là lông của chúng là màu trắng.
Ngoài việc làm cảnh, người ta nuôi chúng để giữ nhà. Chó Komodor có thể chăn cừu, nhờ bộ lông dài dễ ngụy trang, chúng sẽ không làm cho lũ cừu hoảng sợ và tránh được những cú cắn của chó sói đồng thời giữ ấm được cơ thể. Giống chó này thường được ca tụng bởi sự trung thành và tính hòa đồng với các loài động vật khác. Tuy không còn được sử dụng nhiều như một chú chó bảo vệ, loài này vẫn giữ được bản tính thích che chở của mình.

## Tổng quan

### Lịch sử
Komondor được nhắc đến lần đầu tiên trong sách "Code of Hammurabi" (một quyển sách do nhà vua Hammurabi của xứ Babylonia ban hành năm 1750 trước CN). Ngày nay Komondor hiện nay được coi là giống chó truyền thống của Hungary. Chúng xuất hiện từ những năm 1555, nhưng có nhiều tài liệu cho thấy chúng xuất hiện từ trước đó. Một số cho rằng chúng là giống chó của người Magyars, chúng có phần gen của chó Ngao Tây tạng (Tibetan Mastiff).
Những người chăn cừu du mục Magyar đã có công mang những con Komondor từ Hungary tới Nga. Nơi đây chúng có được cho lai tiếp với giống Aftcharke của Nga. Bản năng chăn và bảo vệ những đàn cừu đã có trong dòng máu của nó đi cùng với sự bền bỉ và dẻo dai đã xuất hiện cách đây hơn 1000 năm trước. Gen của giống chó Komondor đã được những người Hungary bảo vệ và gìn giữ đến ngày nay. Đây là một trong những giống chó cổ xưa nhất và còn giữ được nguồn gen thuần chủng nhất từ trước đến nay.
Cũng có ý kiến khác cho rằng chúng lại thuộc về Sumerians. Theo tài liệu chính thì chúng được mang đến Hungary bởi người Cumans, những người đã định cư tại Hungary vào thế kỷ 12-13. Cái tên "quman-dur" có nghĩa là thuộc về Cumans hay còn gọi là những chú chó của Cumans. Trong cuốn sách về lịch sử của vua Astiagis của Kákonyi Péter năm 1544, cái tên Komondor đã được nhắc đến đầu tiên. Với hình dạng bộ lông trông như tóc người châu phi thi có nhiều người nghĩ chúng có nguồn gốc từ Puli và Bergamasco. Một số khác cho rằng chúng có liên kết với giống chó trắng chăn da súc của Nga, South Russian Ovtcharka.
Với bộ lông này chúng có thể sống bên ngoài nhiều với các loại thời tiết khắc nghiệt nhưng sẽ khổ sở nếu thời tiết ẩm ướt. Komondor được tạo ra cho công việc chăn gia súc với thân hình to khỏe và bộ lông rất dày để chống lại thời tiết cũng như các loại thú ăn thịt khác như chó sói. Vào chiến tranh thế giới thứ 2, rất nhiều Komondor đã bị giết khi người Đức và người Nga đang cố vào bắt gia súc. Chú Komondor đầu tiên tới Mỹ năm 1933, Hiện nay chúng rất phổ biến ở Hungary. Nó đã được ghi nhận tại các nước châu Âu từ đầu thế kỉ 20.

### Sử dụng
Komondor từ nhiều năm trước đã được dùng vào việc chăn và bảo vệ đàn cừu và nó trở thành vật nuôi trung thành gắn bó với những người nông dân. Chúng được giao nhiệm vụ lùa những đàn cừu từ những đồng cỏ này sang khu vực đồng cỏ khác và bảo vệ những con cừu khỏi những con thú dữ. Bản năng này của nó đã di truyền đến ngày nay.
Chúng cùng đàn cừu rong ruổi trên những đồng cỏ rộng lớn như những người vệ sĩ của những con cừu. Giống chó này từng được nuôi để bảo vệ người và gia súc ở nông thôn Hungary. Do có hình dáng giống cừu nên những chú chó này đã hoàn thành xuất sắc nhiệm vụ bảo vệ của mình. Giống chó Komondor thường được sử dụng để bảo vệ gia súc, nhất là cừu. Tại Mĩ thì chúng có thêm vai trò làm cảnh ngay khi được mang sang.
Tuy nhiên thì chức năng chăn cừu được sử dụng ở khắp các nông trại tại các nước châu Âu và Châu Mĩ. Đồng thời Komondor còn có vai trò bảo vệ các nông trại gia súc trước mối nguy hiểm của sự tấn công của những con thú hoang như gấu, chó sói. Hình ảnh của nó gắn liền với những đàn cừu và với bộ lông này thì nó như hòa đồng vào đàn cừu và khó mà có thể phát hiện được.
Và lúc này, bộ lông của nó phát huy tác dụng trong việc giúp nó ngụy trang. Với bộ lông dày chúng có thể tránh được các cú cắn của sói, đây cũng là một đặc điểm nổi bật của bộ lông. Ngoài ra, bộ lông giúp chúng có thể chịu được những cái rét khắc nghiệt nhất bởi những cụm lông quấn vào nhau như những đoạn dây thừng.

## Đặc điểm
Điểm nổi bật của nó nằm ở bộ lông khác lạ, trông giống như một cây lau nhà cỡ lớn. Về tổng thể, chúng trông giống như một cây lau nhà di động. Giống chó này có chiều cao gần 1 m và một bộ lông dày cộm, xoăn, lọn, giống như cây lau nhà, nặng tới 30 kg.

### Bộ lông
Komondor là giống chó sở hữu bộ lông dài, màu trắng xoắn bện vào với nhau. Bộ lông của chó Komondor được tạo thành từ những sợi lông to dày như dây thừng. Trọng lượng của nó có thể lên đến 30 kg. Lông của Komondor có thể dài từ 20 – 27 cm với tổng trọng lượng trên dưới 30 kg. Mỗi sợi lông như thế ở con chó trưởng thành dài hơn 90 cm. Những sợi lông mềm mượt tự xoắn vào nhau. Lông của Komondor tuy mềm và mượt nhưng do xoăn tự nhiên nên nó thường có xu hướng tự cuốn lại với nhau thành từng búi nhỏ như sợi giẻ lau.
Bộ lông của Komondor phát triển trong hai năm đầu đời và dài ra theo thời gian. Chỉ riêng 2.000 "sợi" lông to bản đã nặng đến 30 kg. Lông chó Komondor phát triển trong hai năm đầu đời và dài ra theo thời gian. Khoảng 9 tháng, những chiếc lông gáy mới bắt đầu mọc trùm qua lớp lông mềm, nhẹ và xoăn, người nuôi phải tốn hàng giờ để chải lông cho nó bởi chúng rất hay bị rối. Nếu để một bộ lông chó Komondor phát triển tự nhiên mà không cắt tỉa, trông nó sẽ giống như một khối hình chữ nhật thật đặc biệt.
Điều đặc biệt là loài chó này rất sợ nước và chúng không lại gần những nơi có nước. Mỗi khi bị ướt người, chúng phải cần vài ngày để bộ lông khô. Mỗi lần tắm, loài "chó giẻ lau" này sẽ phải dành hẳn 2 ngày rưỡi để bộ lông được khô ráo hoàn toàn. Điều này ta chỉ nhận thấy khi Komondor được ngoài 2 năm tuổi. Với bộ lông dài, dày, được đan bện vào với nhau trong như cái re lau nhà, lông chó con thì mềm và như một múi bông.
Nhưng khi trưởng thành bộ lông sẽ xoăn và bện lại với nhau. Khi trưởng thành sau khoảng 2 tuổi thì lông ở sát da sẽ mềm còn lông trên sẽ xoắn lại như 1 sợi dây thừng nhỏ. Khi sinh ra chúng thường có bộ lông màu trắng trông hơi giống với giống Puli, ngoài ra có màu đen và màu xám. Nhưng bộ lông của chúng sẽ bị biến màu do tác động của các yếu tố bên ngoài hoặc mất đi màu trắng nếu lười tắm. 

### Thể hình
Cao trên 65 cm và nặng trên 60 kg, Con đực nặng khoảng 80 pounds, cao 27.5 inches. Trong khi con cái khoảng 70 pounds và cao khoảng 25.5 inches. Komondor khá to lớn với cái đầu đồ sộ, và bộ lông trắng sẽ tạo ấn tượng với tất cả những ai lần đầu nhìn thấy nó.Với từng cụm lông quấn vào nhau như những chiếc dây thừng Với cơ thể khỏe khắn và mạnh mẽ và bước đi oai vệ. Giống chó này có thân hình cao lớn vào khoảng 70 – 75 cm và là một trong những loài chó lớn nhất thế giới đã thuộc về Komondor.
Ngoài bộ lông, Komondor còn sở hữu sức khỏe phi thường, sự nhanh nhạy và độ dẻo dai cần thiết cho vị trí của một vệ sĩ. Người ta thường nuôi Komondor để bảo vệ đàn cừu khỏi sự tấn công của lũ sói hay gấu. Giống Komondor này có ngoại hình thực sự lực lưỡng. Là giống chó khỏe, chúng rất nhanh và mạnh, chúng dễ dàng hạ gục con sói nếu nó lại gần đàn gia súc.
Đây là giống chó khỏe do vậy chúng có thể chống được các bệnh thông thương nhưng do làm việc trong điều kiên khắc nghiệt nên chúng vẫn có những bệnh cơ bản, chẳng hạn như bệnh về xương: giống như các loại chó to hay một số chó nhỏ thì khoảng 10% giống chó này bị mắc bệnh về xương do di truyền.
Một số bệnh về mặt gồm có hai loại bệnh về mắt được phát hiện từ chúng như quặm mắt do mi mắt trên và mi mắt dưới đâm vào và bệnh đục nhãn mắt lúc nhỏ. Phù nề: do điều kiện sống. Ký sinh trùng: do bộ lông cũng như khi phải sống gần gia súc, bẩn tai, bệnh ở mu bàn chân: thường gặp phải đối với các loại lông dài, nên cắt bớt lông ở mu bàn chân dẽ giảm thiểu khả năng mắc bệnh.

## Tập tính

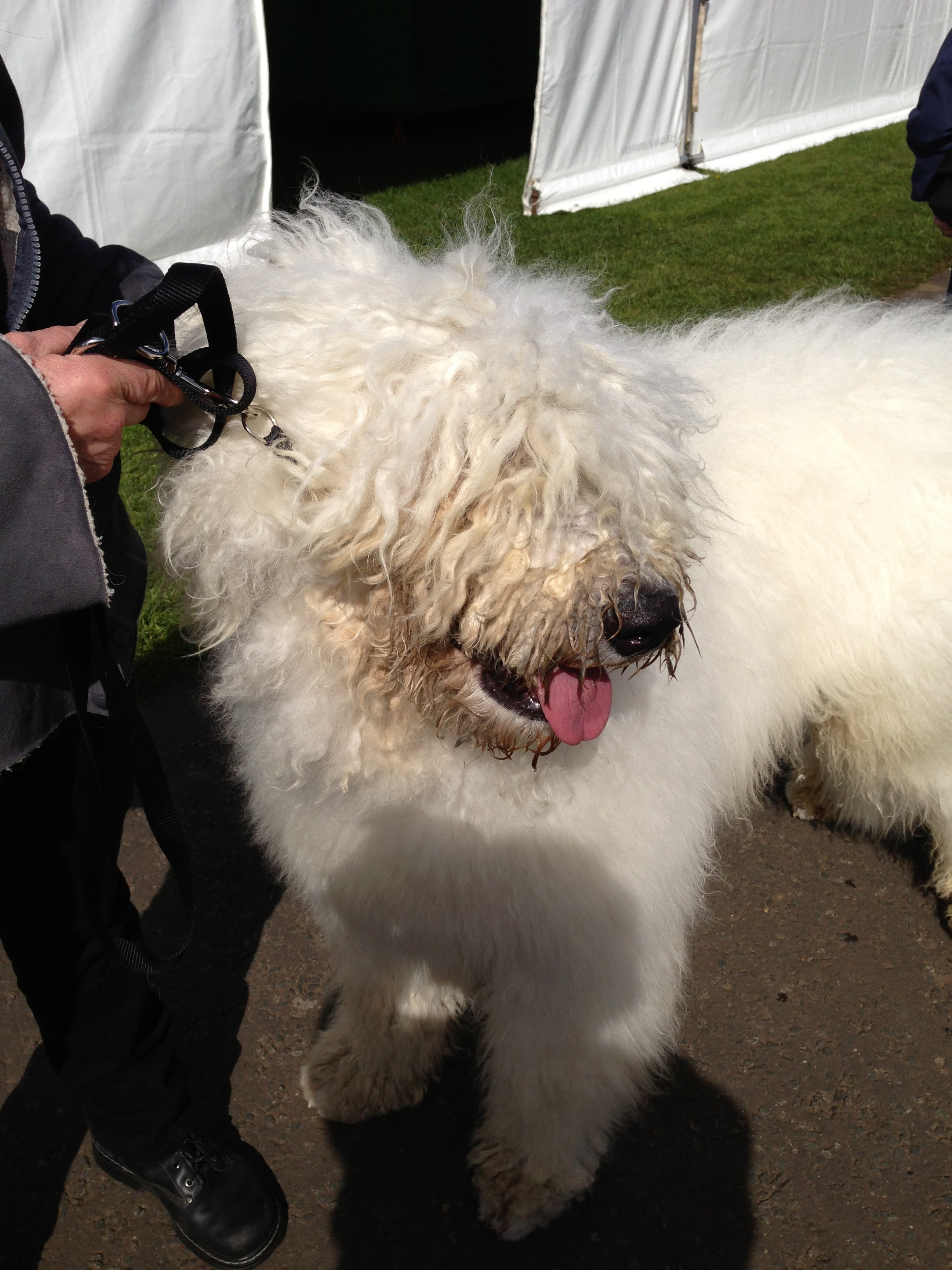
Một con Komondor

Mặc dù trông rất đáng yêu nhưng Komondor không phải là một con vật cưng lý tưởng, nó là một giống chó cần nhiều không gian để chạy nhảy hằng ngày, vì vậy nông thôn có lẽ là môi trường thích hợp hơn cho nó so với nhà hộp hay những căn hộ chung cư chật hẹp trên thành phố, vì chúng là giống chó bảo vệ nên ở nó tiềm ẩn một bản năng tự vệ mạnh mẽ, có thể sẽ không tỏ ra thân thiện với người lạ. Komondor là một giống chó bướng bỉnh và tự chủ, nên trải qua một lớp huấn luyện chuyên nghiệp ngay từ khi còn nhỏ.
Với chức năng là vật nuôi thì yêu cầu người nuôi cần sự tỉ mỉ trong chăm sóc, đặc biệt là bộ lông nhưng điều này cũng tạo cho chúng ta có nhiều thời gian gần gũi hơn, thân mật với chúng hơn. Đặc trưng về tính cách của giống chó này là tính cách điềm tĩnh và trầm lặng, trung thành và hiền hòa với trẻ nhỏ. Nhưng chúng lại khá dữ dằn với người lạ, có bản năng trông giữ nhà khá tốt,đôi khi có hiện tượng tấn công chó lạ.
Chúng rất dũng cảm, can đảm và hoà đồng với những vật nuôi khác. Chúng đơn giản trong tập luyện, ổn định trong tính cách là điều mà người nuôi sẽ nhận thấy khi nuôi giống chó to-trắng này. Rất biết nghe lời và hiền hòa, tố chất khỏe mạnh và rất cảnh giác với những tiếng động lạ do đó mà khá phù hợp với công việc kéo xe và trông giữ kho tàng. Việc chải và chăm sóc lông là vô cùng khó khăn, chỉ có cách tối ưu là giữ cho chúng trong môi trường khô thoáng và sạch sẽ.
Không nên tắm cho chúng nhiều bởi bộ lông rất khó làm khô và sẽ tạo sức nặng khi bộ lông thấm nước, đè lên cơ thể chúng và tất nhiên là không cho chúng bơi lội rồi-điều này sẽ lại càng khủng khiếp hơn. Thường xuyên cho đi dạo và có những bài tập luyện sức khỏe và thể chất. Với thân hình đồ sộ như vậy nhưng nó cũng khá năng động và rất thích chơi trò ném đĩa và ném bóng. Gia chủ cần không gian lớn để chúng vui chơi. Mặc dù nhiều người coi chúng là thú cưng, nhưng Komondor không thật sự dễ gần gũi.
Với bản năng hoang dã mạnh mẽ, Komondor cần được dạy dỗ từ nhỏ. Đây là giống chó có tính độc lập cao, đôi khi tỏ ra cứng đầu và ngang ngược. Do vậy chúng không dành cho những người yếu đuối. Chúng có bản năng canh gác từ nhỏ do vậy chăn và bảo vệ gia súc là nhiệm vụ của chúng. Chúng tỏ ra vui vẻ khi được giao việc gì đó để làm hay canh gác. Chúng bảo vệ bạn, con cái, người thân trong gia đình nhưng cảnh giác đối với người lạ.
Đây là giống chó to và khỏe do vậy chúng không thích hợp với những người yếu đuối. Huấn luyện việc nghe lời nên và bắt buộc ngay từ lúc nhỏ (khoảng 4-8 tháng). Chúng sẽ trở nên bướng bỉnh nếu như chúng cảm thấy buồn chán. Do vậy trong khi huấn luyên nên luôn vui vẻ và không được đánh đập. Cho chúng tiếp xúc với người khác, trẻ nhỏ, các loại chó khác ngay từ lúc nhỏ.